# Västra Göinge domsagas valkrets
Västra Göinge domsagas valkrets var under tvåkammarriksdagen fram till och med valet 1908 en egen valkrets med ett mandat till Sveriges riksdags andra kammare. Valkretsen avskaffades vid införandet av proportionellt valsystem inför valet 1911 och uppgick i Kristianstads läns nordvästra valkrets. 

## Riksdagsmän
- Ola Olsson, nylib 1868, lmp 1869–1887 (1867–första riksmötet 1887)
- Tufwe Tufwesson (andra riksmötet 1887)
- Nils Håkansson, nya lmp (1888–1890)
- Ola Olsson, gamla lmp 1891–1894, lmp 1895 (1891–1895)
- Fredrik Barnekow, lmp 1896–lagtima riksmötet 1905 (1896–1905)
- Per Bosson, lib s (1906–1911)

## Valresultat

### 1896
| Andrakammarvalet i Sverige 1896: Västra Göinge domsagas valkrets | Andrakammarvalet i Sverige 1896: Västra Göinge domsagas valkrets | Andrakammarvalet i Sverige 1896: Västra Göinge domsagas valkrets | Andrakammarvalet i Sverige 1896: Västra Göinge domsagas valkrets | Andrakammarvalet i Sverige 1896: Västra Göinge domsagas valkrets |
| Kandidat                                                         | Kandidat                                                         | Röster                                                           | Röster                                                           | Röster                                                           |
| Kandidat                                                         | Kandidat                                                         | Antal                                                            | %                                                                | +− %                                                             |
| ---------------------------------------------------------------- | ---------------------------------------------------------------- | ---------------------------------------------------------------- | ---------------------------------------------------------------- | ---------------------------------------------------------------- |
|                                                                  | Fredrik Barnekow                                                 | 534                                                              | 58,4                                                             |                                                                  |
|                                                                  | Nils Bosson (fp)                                                 | 369                                                              | 40,3                                                             |                                                                  |
|                                                                  | Övriga kandidater                                                | 12                                                               | 1,3                                                              | —                                                                |
| Antal giltiga röster                                             | Antal giltiga röster                                             | 915                                                              |                                                                  |                                                                  |
| Kasserade röster                                                 | Kasserade röster                                                 | 1                                                                |                                                                  |                                                                  |
| Totalt                                                           | Totalt                                                           | 916                                                              |                                                                  |                                                                  |

- Valdeltagandet var 39,2%.

### 1899
| Andrakammarvalet i Sverige 1899: Västra Göinge domsagas valkrets | Andrakammarvalet i Sverige 1899: Västra Göinge domsagas valkrets | Andrakammarvalet i Sverige 1899: Västra Göinge domsagas valkrets | Andrakammarvalet i Sverige 1899: Västra Göinge domsagas valkrets | Andrakammarvalet i Sverige 1899: Västra Göinge domsagas valkrets |
| Kandidat                                                         | Kandidat                                                         | Röster                                                           | Röster                                                           | Röster                                                           |
| Kandidat                                                         | Kandidat                                                         | Antal                                                            | %                                                                | +− %                                                             |
| ---------------------------------------------------------------- | ---------------------------------------------------------------- | ---------------------------------------------------------------- | ---------------------------------------------------------------- | ---------------------------------------------------------------- |
|                                                                  | Fredrik Barnekow                                                 | 333                                                              | 86,5                                                             | ▲28,1                                                            |
|                                                                  | Närmaste kandidat                                                | 19                                                               | 4,9                                                              |                                                                  |
|                                                                  | Övriga kandidater                                                | 33                                                               | 8,6                                                              | —                                                                |
| Antal giltiga röster                                             | Antal giltiga röster                                             | 385                                                              |                                                                  |                                                                  |
| Kasserade röster                                                 | Kasserade röster                                                 | 3                                                                |                                                                  |                                                                  |
| Totalt                                                           | Totalt                                                           | 388                                                              |                                                                  |                                                                  |

Valet ägde rum den 19 augusti 1899. Valdeltagandet var 16,1%.

### 1902
| Andrakammarvalet i Sverige 1902: Västra Göinge domsagas valkrets | Andrakammarvalet i Sverige 1902: Västra Göinge domsagas valkrets | Andrakammarvalet i Sverige 1902: Västra Göinge domsagas valkrets | Andrakammarvalet i Sverige 1902: Västra Göinge domsagas valkrets | Andrakammarvalet i Sverige 1902: Västra Göinge domsagas valkrets |
| Kandidat                                                         | Kandidat                                                         | Röster                                                           | Röster                                                           | Röster                                                           |
| Kandidat                                                         | Kandidat                                                         | Antal                                                            | %                                                                | +− %                                                             |
| ---------------------------------------------------------------- | ---------------------------------------------------------------- | ---------------------------------------------------------------- | ---------------------------------------------------------------- | ---------------------------------------------------------------- |
|                                                                  | Fredrik Barnekow                                                 | 389                                                              | 56,3                                                             | ▼30,2                                                            |
|                                                                  | Per Bosson                                                       | 278                                                              | 40,2                                                             |                                                                  |
|                                                                  | Övriga kandidater                                                | 24                                                               | 3,5                                                              | —                                                                |
| Antal giltiga röster                                             | Antal giltiga röster                                             | 691                                                              |                                                                  |                                                                  |
| Kasserade röster                                                 | Kasserade röster                                                 | 1                                                                |                                                                  |                                                                  |
| Totalt                                                           | Totalt                                                           | 692                                                              |                                                                  |                                                                  |

Valet ägde rum den 6 september 1902. Valdeltagandet var 27,2%.

### 1905
| Andrakammarvalet i Sverige 1905: Västra Göinge domsagas valkrets | Andrakammarvalet i Sverige 1905: Västra Göinge domsagas valkrets | Andrakammarvalet i Sverige 1905: Västra Göinge domsagas valkrets | Andrakammarvalet i Sverige 1905: Västra Göinge domsagas valkrets | Andrakammarvalet i Sverige 1905: Västra Göinge domsagas valkrets |
| Kandidat                                                         | Kandidat                                                         | Röster                                                           | Röster                                                           | Röster                                                           |
| Kandidat                                                         | Kandidat                                                         | Antal                                                            | %                                                                | +− %                                                             |
| ---------------------------------------------------------------- | ---------------------------------------------------------------- | ---------------------------------------------------------------- | ---------------------------------------------------------------- | ---------------------------------------------------------------- |
|                                                                  | Per Bosson                                                       | 778                                                              | 55,5                                                             | ▲15,3                                                            |
|                                                                  | Troed Troedsson                                                  | 612                                                              | 43,6                                                             |                                                                  |
|                                                                  | Övriga kandidater                                                | 12                                                               | 0,9                                                              | —                                                                |
| Antal giltiga röster                                             | Antal giltiga röster                                             | 1 402                                                            |                                                                  |                                                                  |
| Kasserade röster                                                 | Kasserade röster                                                 | 4                                                                |                                                                  |                                                                  |
| Totalt                                                           | Totalt                                                           | 1 406                                                            |                                                                  |                                                                  |

Valet ägde rum den 2 september 1905. Valdeltagandet var 54,0%.

### 1908
| Andrakammarvalet i Sverige 1908: Västra Göinge domsagas valkrets | Andrakammarvalet i Sverige 1908: Västra Göinge domsagas valkrets | Andrakammarvalet i Sverige 1908: Västra Göinge domsagas valkrets | Andrakammarvalet i Sverige 1908: Västra Göinge domsagas valkrets | Andrakammarvalet i Sverige 1908: Västra Göinge domsagas valkrets |
| Kandidat                                                         | Kandidat                                                         | Röster                                                           | Röster                                                           | Röster                                                           |
| Kandidat                                                         | Kandidat                                                         | Antal                                                            | %                                                                | +− %                                                             |
| ---------------------------------------------------------------- | ---------------------------------------------------------------- | ---------------------------------------------------------------- | ---------------------------------------------------------------- | ---------------------------------------------------------------- |
|                                                                  | Per Bosson                                                       | 1 207                                                            | 72,1                                                             | ▲16,6                                                            |
|                                                                  | Oscar Nilsson (höger)                                            | 461                                                              | 27,5                                                             |                                                                  |
|                                                                  | Övriga kandidater                                                | 7                                                                | 0,4                                                              | —                                                                |
| Antal giltiga röster                                             | Antal giltiga röster                                             | 1 675                                                            |                                                                  |                                                                  |
| Kasserade röster                                                 | Kasserade röster                                                 | 5                                                                |                                                                  |                                                                  |
| Totalt                                                           | Totalt                                                           | 1 680                                                            |                                                                  |                                                                  |

Valet ägde rum den 12 september 1908. Valdeltagandet var 56,0%.